# Valerie Foushee

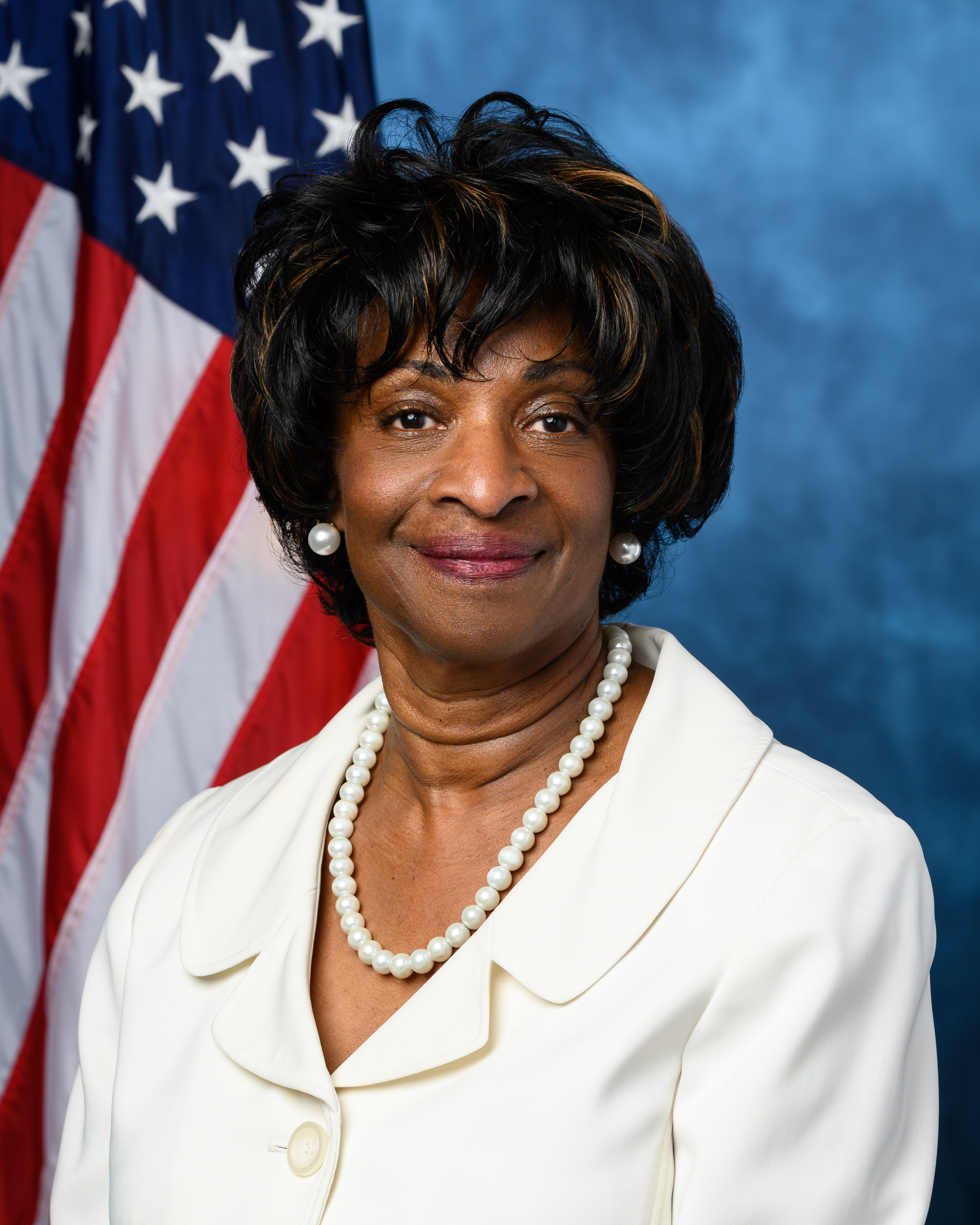
Valerie Foushee (2023)

Valerie Paige Foushee (* 7. April 1956 in Chapel Hill, North Carolina) ist eine US-amerikanische Politikerin der Demokratischen Partei. Von 2013 bis 2023 vertritt sie den 23. Distrikt des Senats von North Carolina. Direkt zuvor war sie neun Monate lang Abgeordnete im Repräsentantenhaus von North Carolina für den 50. Wahlbezirk. Seit Januar 2023 vertritt sie den vierten Distrikt des Bundesstaates North Carolina im US-Repräsentantenhaus.

## Werdegang
Valerie Foushee studierte an der University of North Carolina in Chapel Hill Politikwissenschaften sowie Afro und African-American Studys und schloss diese mit dem Bachelor ab.
Sie lebt privat in Hillsborough (North Carolina).

## Politik

### Staat North Carolina
Politisch schloss sich Foushee der Demokratischen Partei an. Im Jahr 1997 wurde sie in das Chapel Hill-Carrboro City School Board gewählt. 2012 wurde sie ins Repräsentantenhaus von North Carolina gewählt, wo sie am 1. Januar 2013 ihr Mandat antrat. Zum 19. August 2013 gab die langjährige Staatssenatorin Eleanor Kinnaird bekannt, von ihrem Amt zurückzutreten. Die demokratischen Komitees der von ihr vertretenen Countys bestimmten Valerie Foushee als Nachfolgerin die ihr neues Mandat am 13. September 2013 antrat, und damit gleichzeitig ihren Sitz im Repräsentantenhaus aufgab. In der folgenden regulären Wahl konnte sie ihren Senatsposten verteidigen und vertritt den 23. Distrikt seither in Senat.

### US-Repräsentantenhaus
Der mit einer kurzen Unterbrechung seit 1987 amtierende Abgeordnete des US-Repräsentantenhauses, David Price, kündigte im Oktober 2021 an, nach insgesamt über 30 Jahren im Kongress nicht für eine weitere Wiederwahl kandidieren zu wollen. Foushee trat in der Primary (Vorwahl) der Demokraten im vierten Distrikt gegen sieben Mitbewerber an, und konnte sich mit über 47 % der Stimmen durchsetzen. Sie trat am 8. November 2022 gegen Courtney Geels von der Republikanischen Partei an. Ihre Wahl galt als sehr wahrscheinlich, da der vierte Kongresswahlbezirk für gewöhnlich eindeutig demokratisch wählt. Nach erfolgreicher Wahl zog sie im Januar 2023 in den Kongress ein. 
Bei der Vorwahl zur Kongresswahl 2024 hatte Valerie Foushee keinen Gegenkandidaten bei den demolished Vorwahlen, während sich bei den Republikanern Eric Blankenburg deutlich durchsetzte. Mit 71,8 % gewann Foushee die Hauptwahl im November 2024 gegen Blankenburg. Ihre aktuelle Legislaturperiode im Repräsentantenhaus des 129. Kongresses dauert bis zum 3. Januar 2027.